# Schizonycha granulicollis
Schizonycha granulicollis är en skalbaggsart som beskrevs av Hermann Julius Kolbe 1914. Schizonycha granulicollis ingår i släktet Schizonycha och familjen Melolonthidae. Inga underarter finns listade i Catalogue of Life.